# Misje dyplomatyczne Omanu

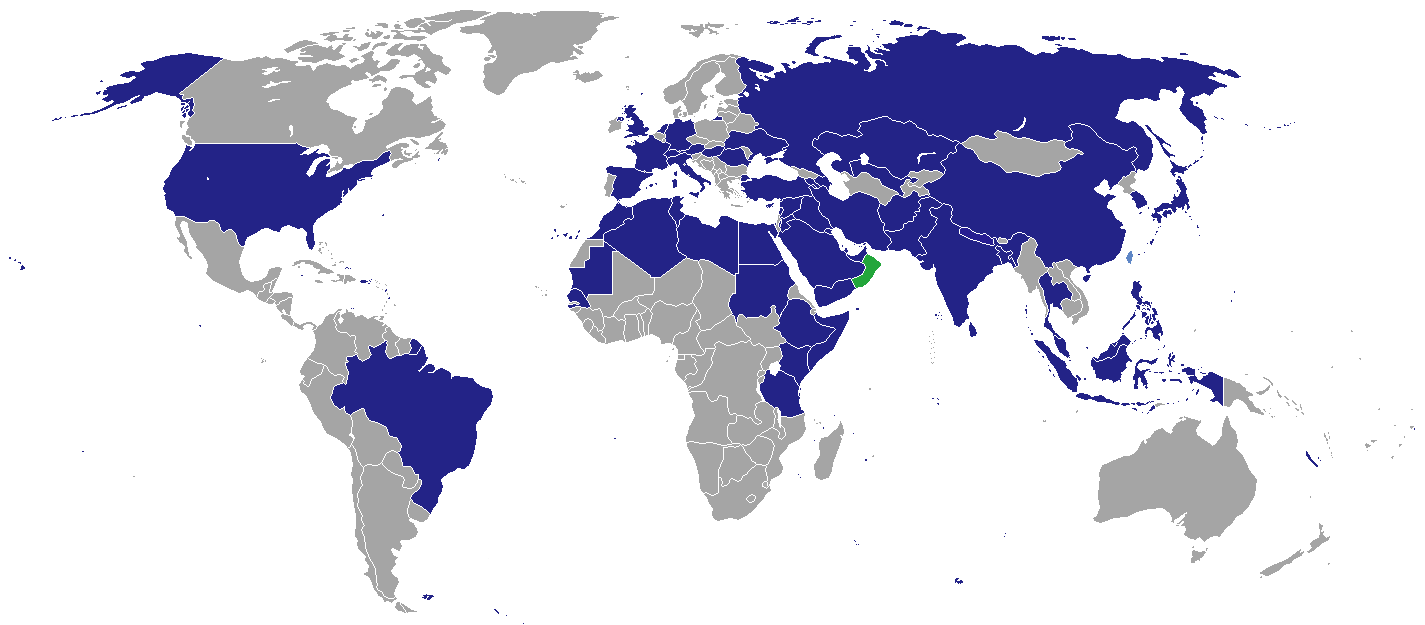
Kraje, w których Sułtanat Omanu ma swoje przedstawicielstwa dyplomatyczne

Misje dyplomatyczne Omanu – przedstawicielstwa dyplomatyczne Sułtanatu Omanu przy innych państwach i organizacjach międzynarodowych. Poniższa lista zawiera wykaz obecnych ambasad i konsulatów zawodowych. Nie uwzględniono konsulatów honorowych.

## Europa

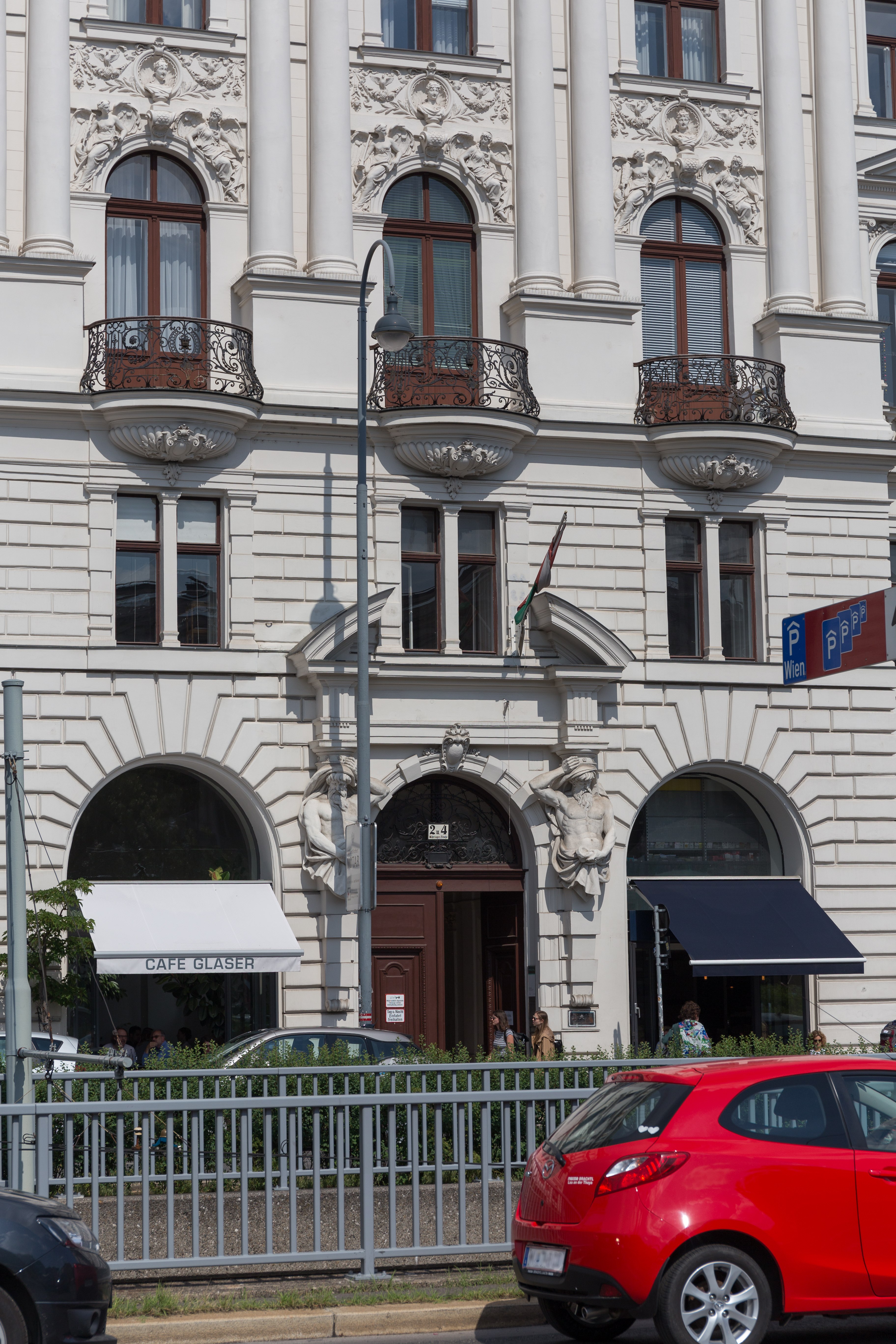
Ambasada Omanu w Wiedniu

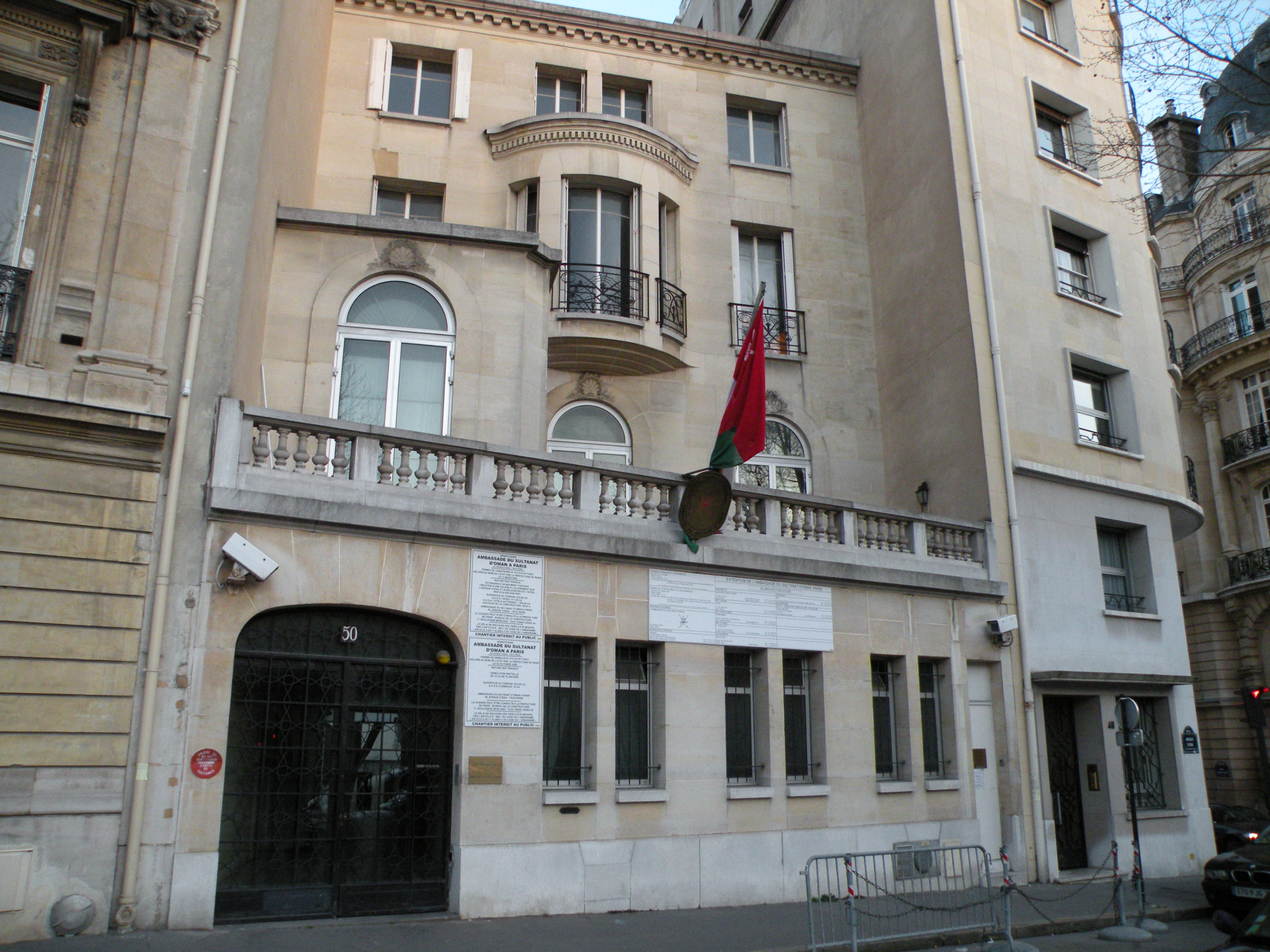
Ambasada Omanu w Paryżu

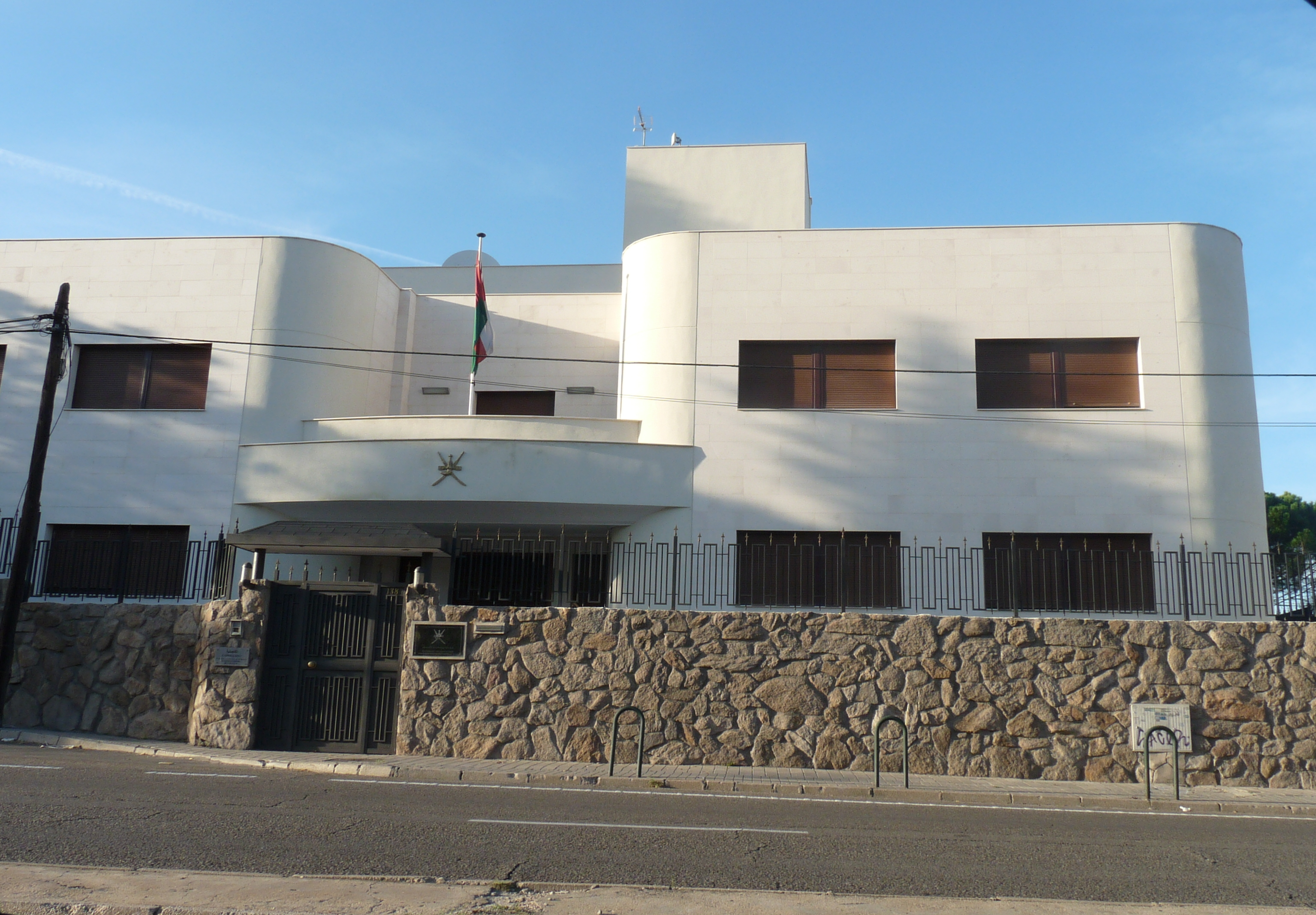
Ambasada Omanu w Madrycie

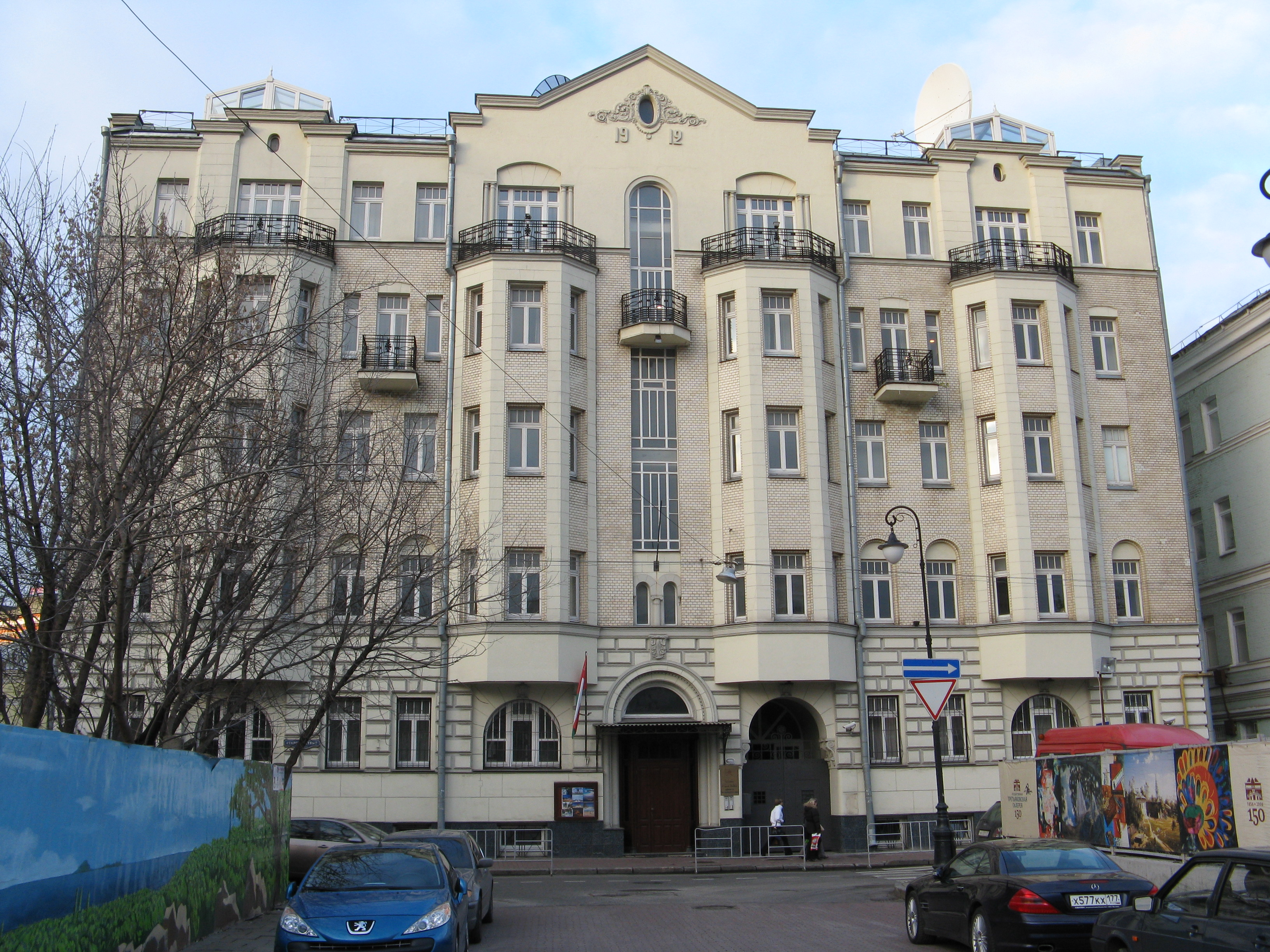
Ambasada Omanu w Moskwie

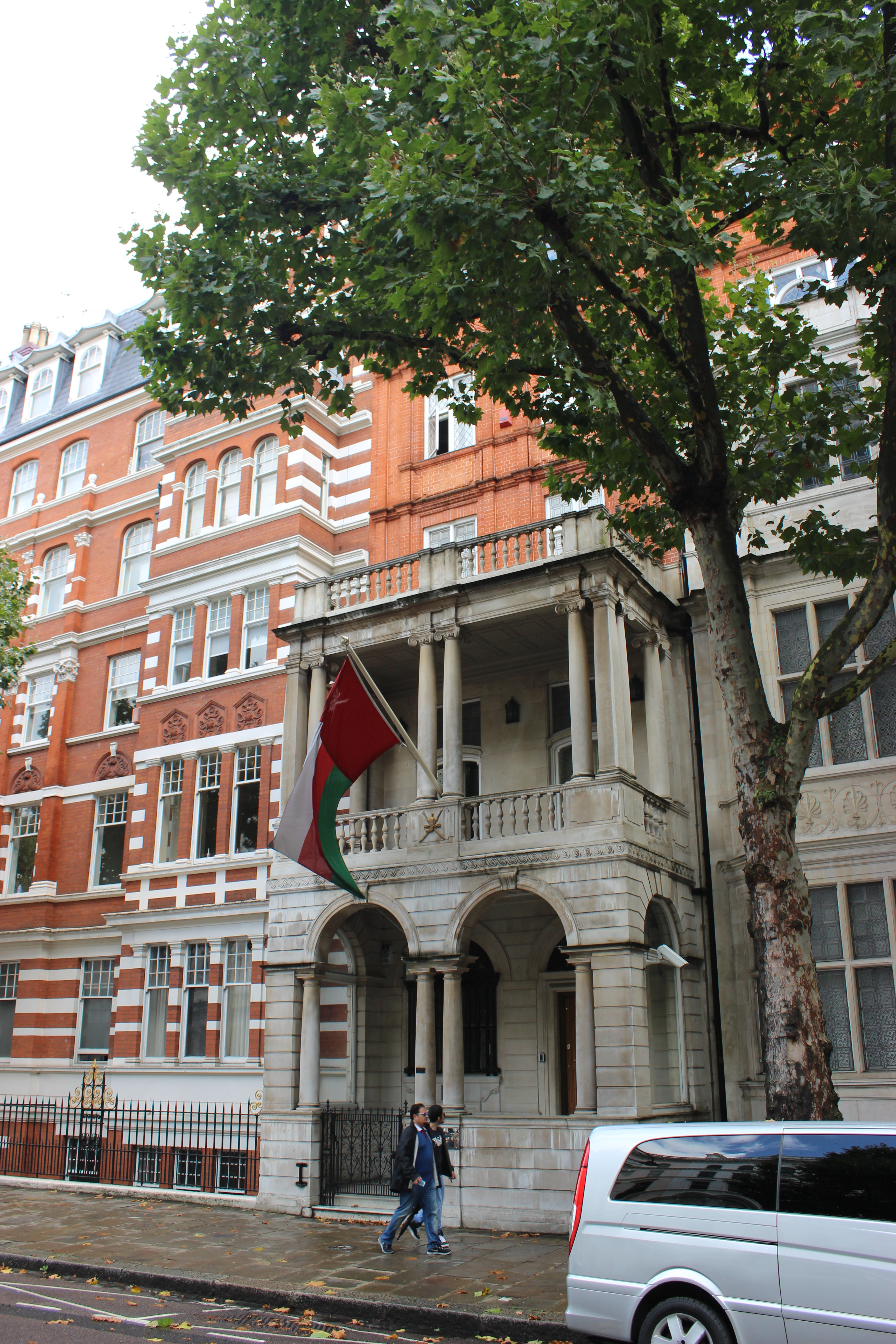
Ambasada Omanu w Londynie

## Ameryka Północna, Środkowa i Karaiby

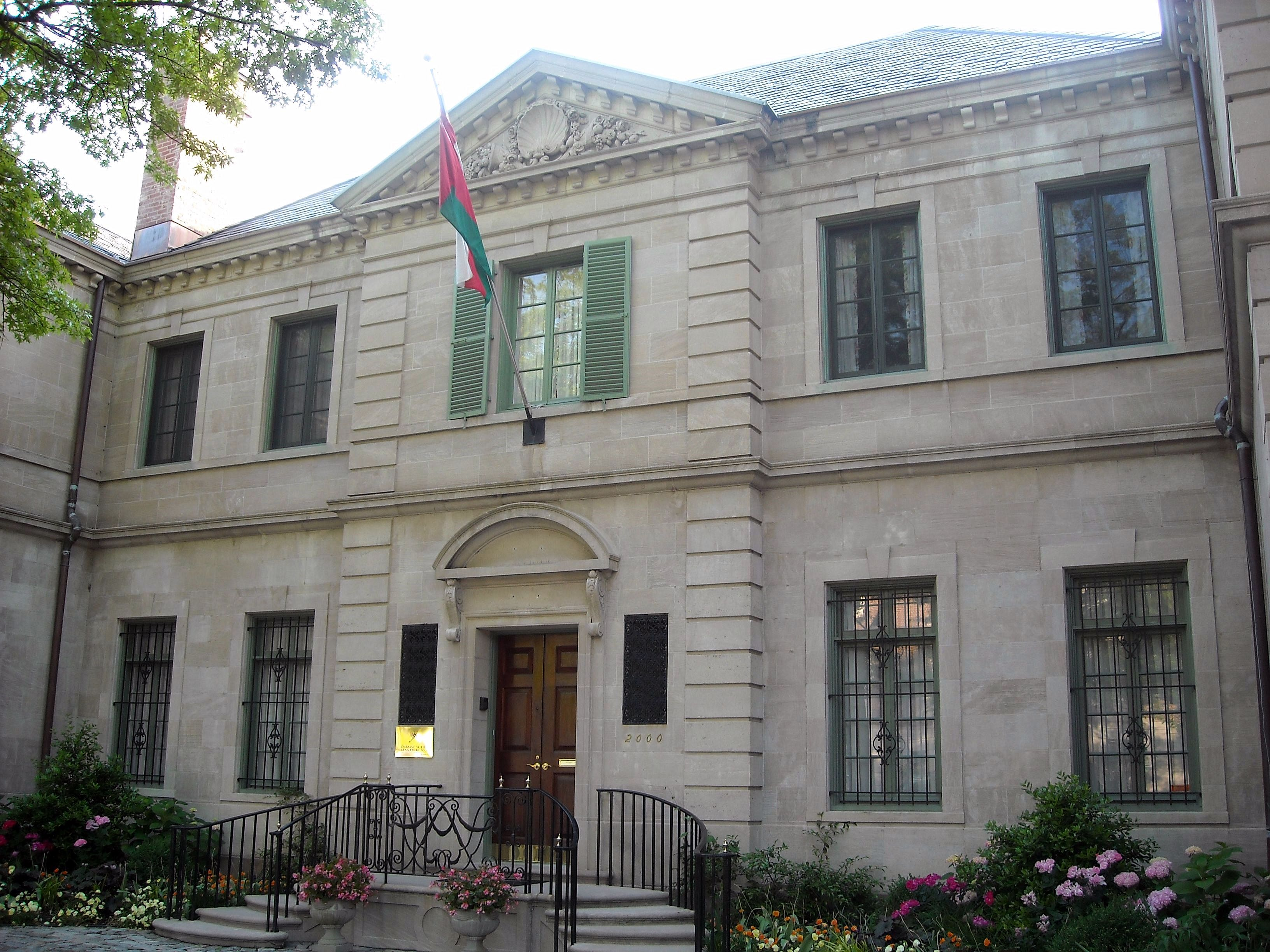
Ambasada Omanu w Waszyngtonie

## Azja

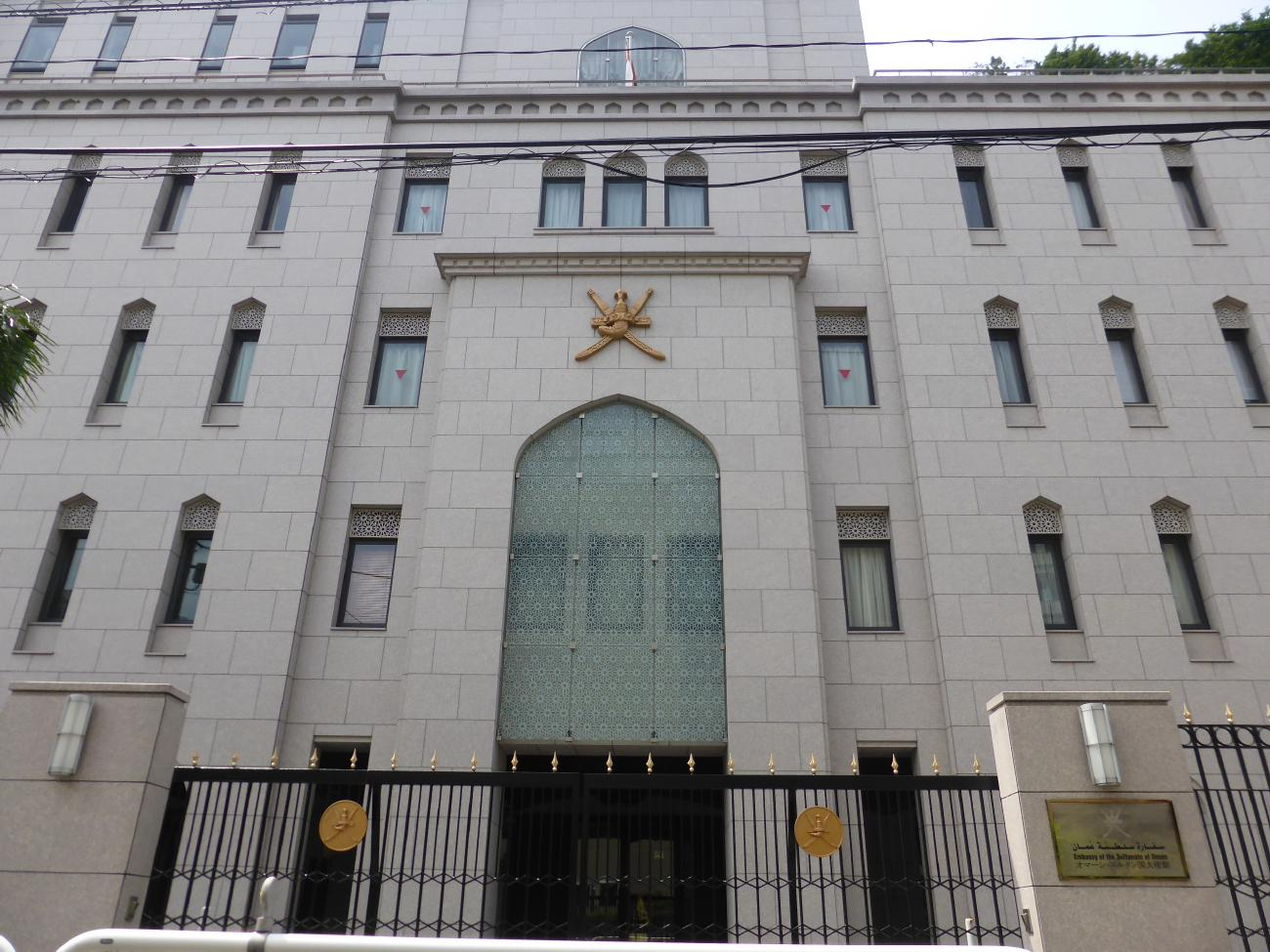
Ambasada Omanu w Tokio

## Europa[1]
- Austria
  - Wiedeń (ambasada)
- Belgia
  - Bruksela (ambasada)
- Cypr
  - Nikozja (ambasada)
- Francja
  - Paryż (ambasada)
- Hiszpania
  - Madryt (ambasada)
- Holandia
  - Haga (ambasada)
- Niemcy
  - Berlin (ambasada)
- Rosja
  - Moskwa (ambasada)
- Turcja
  - Ankara (ambasada)
- Wielka Brytania
  - Londyn (ambasada)
- Włochy
  - Rzym (ambasada)

## Ameryka Północna, Środkowa i Karaiby[2]
- Stany Zjednoczone
  - Waszyngton (ambasada)

## Ameryka Południowa[3]
- Brazylia
  - Brasília (ambasada)

## Afryka[4]
- Algieria
  - Algier (ambasada)
- Egipt
  - Kair (ambasada)
- Kenia
  - Nairobi (ambasada)
- Libia
  - Trypolis (ambasada)
- Maroko
  - Rabat (ambasada)
- Południowa Afryka
  - Pretoria (ambasada)
- Senegal
  - Dakar (ambasada)
- Sudan
  - Chartum (ambasada)
- Tanzania
  - Dar es Salaam (ambasada)
- Tunezja
  - Tunis (ambasada)

## Azja[5]
- Arabia Saudyjska
  - Rijad (ambasada)
  - Dżudda (konsulat)
- Bahrajn
  - Manama (ambasada)
- Bangladesz
  - Dhaka (ambasada)
- Brunei
  - Bandar Seri Begawan (ambasada)
- Chiny
  - Pekin (ambasada)
- Filipiny
  - Manila (ambasada)
- Indie
  - Nowe Delhi (ambasada)
  - Mumbaj (konsulat)
- Indonezja
  - Dżakarta (ambasada)
- Iran
  - Teheran (ambasada)
- Japonia
  - Tokio (ambasada)
- Jemen
  - Sana (ambasada)
  - Aden (konsulat)
- Jordania
  - Amman (ambasada)
- Katar
  - Doha (ambasada)
- Kazachstan
  - Astana (ambasada)
- Korea Południowa
  - Seul (ambasada)
- Kuwejt
  - Kuwejt (ambasada)
- Liban
  - Bejrut (ambasada)
- Malezja
  - Kuala Lumpur (ambasada)
- Pakistan
  - Islamabad (ambasada)
  - Karaczi (konsulat generalny)
- Syria
  - Damaszek (ambasada)
- Tajlandia
  - Bangkok (ambasada)
- Uzbekistan
  - Taszkent (ambasada)
- Wietnam
  - Hanoi (ambasada)
- Zjednoczone Emiraty Arabskie
  - Abu Zabi (ambasada)

## Australia i Oceania[6]
- Australia
  - Melbourne (konsulat)

## Organizacje międzynarodowe
- Nowy Jork – Stałe Przedstawicielstwo przy Organizacji Narodów Zjednoczonych[2]
- Genewa – Stałe Przedstawicielstwo przy Biurze Narodów Zjednoczonych i innych organizacjach[1]
- Paryż – Stałe Przedstawicielstwo przy UNESCO[1]